# Johannes Nauclerus
Johannes Vergenhans (1430-1510) (Hans Vergen) (*  Justingen, 1430 † Tübingen, 5 de Janeiro de 1510) foi humanista, teólogo, jurista, cronista e historiógrafo alemão. Foi primeiro reitor e segundo chanceler (1482-1509) da Universidade de Tübingen, reconhecido principalmente pela sua obra "Crônica do Mundo", publicada em 1516, por Thomas Anshelm (1470-1522), com uma carta de recomendação de Erasmo.

## Biografia

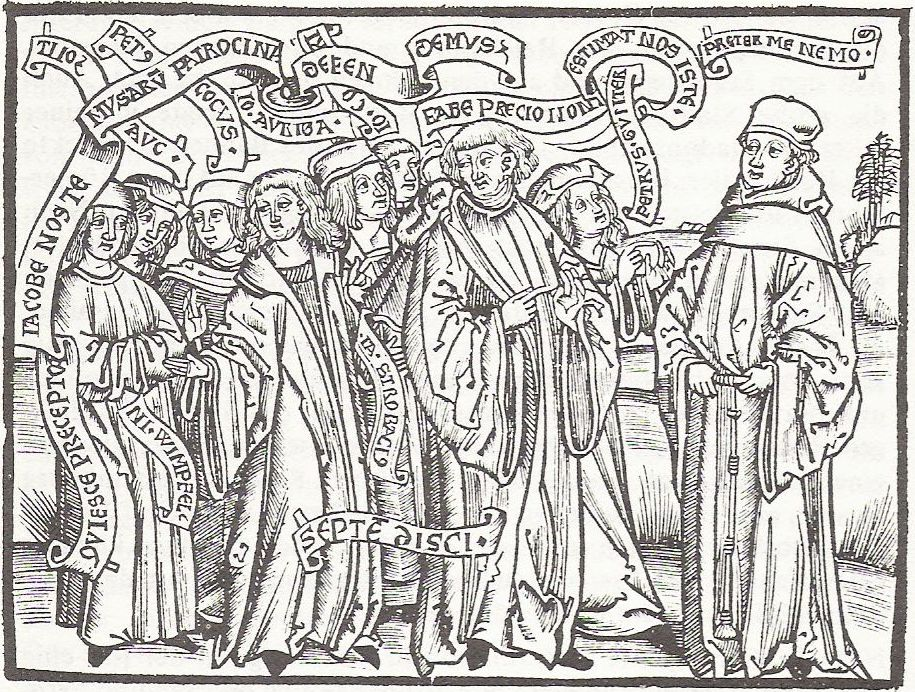
Gravura da obra Defensio Germaniae, 1502, de Jakob Wimpfeling
Wimpfeling e seus alunos debatendo com Thomas Murner

Nauclerus se tornou Doutor em Direito em 1450, sendo também conselheiro e confidente do Conde Eberhard V de Württemberg (1450-1496). Em 1460, tornou-se chefe da Igreja de Stuttgart. Em 1461, foi sacerdote em Weil der Stadt. Parece ter passado algum tempo na Itália, onde fez contato com o papa Pio II. De 1464 a 1465, deu aulas na Universidade de Basileia, e em 1466 viajou para Roma. A oferta de um alto cargo eclesiástico fez com que Nauclerus retornasse para Stuttgart novamente. Em 15 de Fevereiro de 1466 foi nomeado reitor do Colégio Santa Cruz, em Stuttgart, como sucessor de Johann von Westernach, que ocupava o cargo desde 1434. Nauclerus renunciou ao cargo em 10 de Novembro de 1472. Em 1467, o Conde Ulrich von Württemberg-Stuttgart (1413-1480) o envia em missão ao acampamento de Carlos, o Temerário, perto de Péronne. Por volta de 17 de Fevereiro de 1475 ele aparece como sacerdote em Brackenheim. Na fundação da Universidade de Tübingen, em 1477, pelo conde Eberhard, o Barbudo, Nauclerus se envolveu de modo significativo. Em 14 de Novembro de 1476, ele havia conseguido a autorização papal para o funcionamento da instituição. Criou também a primeira constituiçao da universidade, lida pelo Conde Eberhard em 9 de Outubro de 1477, com base no mesmo documento da Universidade de Basileia. 
Em 1478, foi nomeado primeiro reitor da Universidade de Tübingen e em 1482, seu segundo chanceler, em substituição a Johannes Tegen (1430-1482), falecido em 30 de Setembro. Entre 21 de Janeiro e 4 de Fevereiro de 1483, instalou-se em seu novo escritório, sendo também representante do papa. Johannes Heylin (1430-1496), Heinrich Bebel (1472-1518) e Johannes Reuchlin (1455-1522) foram as primeiras grandes conquistas da universidade. Em 1482, acompanhou o Conde Eberhard em suas viagens a Roma e Florença. Em 1502, Nauclerus assumiu o cargo de juiz da Liga da Suábia. Quando morreu, em 5 de Janeiro de 1510 legou à universidade uma soma de mil florins, uma quantia considerável para a época.
Seu irmão mais velho, Ludwig Vergenhans (1424-1512), foi jurista, reitor em Stuttgart e chanceler em Württemberg.  Seu sobrinho, Georgius Nauclerus, filho de Ludwig, foi vice reitor em Constança.

## Obras
- Memorabilium omnis aetatis et omnium gentium chronici commentarii, editor Thomas Anshelm, (Crônica do Mundo, publicada em Tübingen, em 1516). Nicolaus Baselius (1516 - 1544), discípulo de Johannes Trithemius, deu continuidade a esta obra, criando os relatos de 1500 a 1514.[8][9].
- Tractatus de symonia, (Tratado sobre a Simonia), Tübingen: Johannes Otmar, após 28 de Junho de 1500.